# Diocesi di Satu Mare
La diocesi di Satu Mare (in latino: Dioecesis Satmariensis) è una sede della Chiesa cattolica in Romania suffraganea dell'arcidiocesi di Bucarest. Nel 2022 contava 56.504 battezzati su 769.700 abitanti. È retta dal vescovo Jenő Schönberger.

## Territorio
La diocesi comprende i distretti di Satu Mare e Maramureș, in Romania.
Sede vescovile è la città di Satu Mare, dove si trova la cattedrale dell'Ascensione di Nostro Signore (Înălțarea Domnului).
Il territorio si estende su 10.724 km² ed è suddiviso in 59 parrocchie.

## Storia
La diocesi fu eretta il 9 agosto 1804 con la bolla Quum in supremo di papa Pio VII, ricavandone il territorio dalla diocesi di Eger, contemporaneamente elevata al rango di arcidiocesi. Originariamente era suffraganea della stessa arcidiocesi di Eger.
Dopo il trattato del Trianon del 1920 la diocesi perse i territori cecoslovacchi ed ungheresi, in cui furono erette due amministrazioni apostoliche.
Il 5 giugno 1930, in seguito al concordato tra Santa Sede e governo rumeno, con la bolla Solemni Conventione di papa Pio XI, la diocesi fu unita aeque principaliter a quella di Gran Varadino e contestualmente divenne suffraganea dell'arcidiocesi di Bucarest. Il 28 giugno 1941 le due diocesi furono nuovamente separate con la bolla Dioecesium circumscriptionum di papa Pio XII, per essere ancora unite aeque principaliter il 9 aprile 1948.
Il 30 dicembre 1977 cedette alla diocesi di Košice (oggi arcidiocesi) le parrocchie che, dopo la seconda guerra mondiale, si trovarono in territorio cecoslovacco.
Il 18 ottobre 1982 in forza della bolla Quandoquidem di papa Giovanni Paolo II le due diocesi di Satu Mare e Gran Varadino sono state nuovamente divise in due circoscrizioni ecclesiastiche distinte.
Il 14 agosto 1993 la diocesi cedette la porzione ucraina del proprio territorio a vantaggio dell'erezione dell'amministrazione apostolica di Transcarpazia (oggi diocesi di Mukačevo).

## Cronotassi dei vescovi
Si omettono i periodi di sede vacante non superiori ai 2 anni o non storicamente accertati.
- István Fischer de Nagy † (20 agosto 1804 - 18 settembre 1807 nominato arcivescovo di Eger)
- Péter Klobusiczky † (18 settembre 1807 - 19 aprile 1822 nominato arcivescovo di Kalocsa)
- Flórián Kovács † (19 aprile 1822 - 11 dicembre 1825 deceduto)
- János Hám † (28 gennaio 1828 - 30 dicembre 1857 deceduto)
- Mihály Haas † (27 settembre 1858 - 28 marzo 1866 deceduto)
- László Bíró de Kezdi-Polany † (22 febbraio 1867 - 12 gennaio 1872 deceduto)
- Lőrinc Schlauch † (25 luglio 1873 - 26 maggio 1887 nominato vescovo di Gran Varadino)
- Gyula Meszlényi † (25 novembre 1887 - 1905 deceduto)
  - Bélá Mayer † (11 dicembre 1905 - ?) (vescovo eletto)
- Tibor Boromisza † (13 luglio 1906 - 9 luglio 1928 deceduto)
- István Fiedler † (16 ottobre 1930 - 15 dicembre 1939 dimesso[2])
  - Sede vacante (1939-1942)
- Beato János Scheffler † (26 marzo 1942 - 25 marzo 1952 deceduto)
  - Sede vacante (1952-1990)
- Pál Reizer † (14 marzo 1990 - 18 aprile 2002 deceduto)
- Jenő Schönberger, dal 30 aprile 2003

## Statistiche
La diocesi nel 2022 su una popolazione di 769.700 persone contava 56.504 battezzati, corrispondenti al 7,3% del totale.
| anno | popolazione | popolazione | popolazione | presbiteri | presbiteri | presbiteri | presbiteri                | diaconi | religiosi | religiosi | parrocchie |
| anno | battezzati  | totale      | %           | numero     | secolari   | regolari   | battezzati per presbitero | diaconi | uomini    | donne     | parrocchie |
| ---- | ----------- | ----------- | ----------- | ---------- | ---------- | ---------- | ------------------------- | ------- | --------- | --------- | ---------- |
| 1949 | 202.000     | 1.800.000   | 11,2        | 240        | 198        | 42         | 841                       |         | 36        | 242       | 121        |
| 1990 | 150.000     | 886.000     | 16,9        | 78         | 74         | 4          | 1.923                     |         | 5         | 67        | 62         |
| 1999 | 108.000     | 925.000     | 11,7        | 64         | 63         | 1          | 1.687                     |         | 1         | 60        | 57         |
| 2000 | 110.000     | 630.000     | 17,5        | 59         | 59         |            | 1.864                     |         |           | 42        | 53         |
| 2001 | 110.000     | 630.000     | 17,5        | 57         | 57         |            | 1.929                     |         |           | 37        | 53         |
| 2002 | 110.000     | 925.000     | 11,9        | 74         | 74         |            | 1.486                     |         |           | 33        | 57         |
| 2003 | 98.000      | 900.000     | 10,9        | 74         | 74         |            | 1.324                     |         |           | 43        | 57         |
| 2004 | 70.000      | 850.000     | 8,2         | 62         | 62         |            | 1.129                     |         |           | 46        | 60         |
| 2010 | 63.450      | 879.000     | 7,2         | 61         | 61         |            | 1.040                     |         | 7         | 42        | 48         |
| 2014 | 64.137      | 875.000     | 7,3         | 80         | 79         | 1          | 801                       |         | 13        | 42        | 48         |
| 2017 | 61.709      | 791.600     | 7,8         | 75         | 65         | 10         | 822                       |         | 11        | 25        | 59         |
| 2020 | 60.300      | 779.290     | 7,7         | 77         | 67         | 10         | 783                       |         | 11        | 25        | 59         |
| 2022 | 56.504      | 769.700     | 7,3         | 71         | 62         | 9          | 795                       |         | 10        | 25        | 59         |